# 1963 год в истории метрополитена
В этой статье перечисляются основные  события из истории метрополитенов в 1963 году. Полужирным шрифтом выделены открытия новых транспортных систем.

## События
- 1 июля — открыта вторая очередь Московско-Петроградской линии Ленинградского метрополитена с четырьмя станциями: «Петроградская», «Горьковская», «Невский проспект», «Площадь Мира». В городе на Неве 19 станций.
- 22 июля — открылась станция «Щёлковская» Московского метрополитена.
- 5 ноября — открыты станции Святошинско-Броварской линии Киевского метрополитена «Политехнический институт» и «Завод „Большевик“» (ныне «Шулявская»). В Киеве теперь 7 станций.
- 30 декабря — открылись станции «Проспект Вернадского» и «Юго-Западная» Московского метрополитена.